# Château de Chavaniac
Le château de Chavaniac, maison-forte située à Chavaniac-Lafayette, à 92 km au sud-est de Clermont-Ferrand, entre Brioude (24 km) et Le Puy (30 km) (Haute-Loire), est la maison natale du marquis de La Fayette.

## Histoire
Le château de Chavaniac, dont la construction remonte au XIVe siècle, a été en partie détruit par un incendie en 1701. Le marquis de La Fayette y est né en 1757. Il s'est marié en 1774 avec Adrienne de Noailles, avec laquelle il a eu quatre enfants : Henriette, morte en bas âge, puis Anastasie, Georges et Virginie qui ont séjourné au château.
Héros de la guerre d'indépendance américaine, Lafayette, citoyen d'honneur américain, a vu son nom donné à une trentaine de villes et comtés et au square faisant face à la Maison-Blanche à Washington.
C'est pourquoi, les drapeaux américain et français flottent en permanence sur le château, pour honorer le rôle-clé joué par Lafayette dans l'aide militaire apportée par la France aux jeunes États-Unis, à travers un corps expéditionnaire de 5 000 soldats commandé par le général Rochambeau et l'amiral de Grasse.
Cependant, il fut honoré au début de la Révolution française puis rejeté par ses compatriotes, car il vota contre la mort du roi Louis XVI. La chute de la monarchie, en 1792, le force donc à quitter la France. Lafayette est alors fait prisonnier par l'Autriche et emprisonné à la forteresse d'Olmütz. Il est alors considéré comme un traître n'ayant pu sauver ni Marie-Antoinette, qui était d'origine autrichienne ni le roi de France. Lafayette ne reviendra en France qu'en 1799.
Lafayette refusera deux fois la magistrature suprême en France : en 1790 lorsqu'il est élu président de la fête de la Fédération, puis en 1830 où, après la Révolution, on lui offre la présidence de la République, à laquelle il renoncera pour une nouvelle restauration.
Le château sera modernisé grâce à Lafayette à partir de 1791 (par l'architecte Vaudoyer) puis vendu comme bien d'émigré en 1793, à la suite de son départ, mais c'est la tante de La Fayette qui rachète le château.
En 1917, un industriel américain d'origine écossaise, John Moffat, crée sous l’impulsion de Béatrice Chanler, épouse du gouverneur de l’État de New York, une association, la French Heroes Lafayette Memorial Fund, qui achète le château et le fait rénover de fond en combles afin d’abriter les collections historiques de Lafayette, glanées des deux côtés de l'Atlantique. Il est meublé en style Louis XVI.
Dans le même temps, Moffat ouvre dans les dépendances du domaine, un préventorium et un orphelinat qui resteront en activité jusqu'en 2009,,.
À la suite de la mort de John Moffat en 1966, l'association franco-américaine « Memorial Lafayette » poursuit la gestion du château puis en transfère la propriété, en juillet 2009, au Conseil général de la Haute-Loire, qui à son tour reprend l'administration du château et fait refaire la toiture.
Le château, devenu château Chavaniac-Lafayette, abrite le musée du général, homme d'État et humaniste Lafayette.

## Architecture
Le château de Chavaniac, encadré par deux tours en pierres noires d'Auvergne, a été construit au XIVe siècle. Le château et ses décors intérieurs ont été inscrits au titre des monuments historiques, le 21 août 1989.
Le Mémorial Lafayette, en 1916, malgré son respect pour le château, l'a rendu plus imposant en faisant construire la tour carrée, sorte de donjon.
La demeure comprend un grand escalier d'honneur à rampe en bois, une galerie ornée de peintures murales et une salle à manger Louis XIII, la salle des gardes, la salle de l'écho au papier peint chinois. Au premier étage se trouvent le grand salon, la bibliothèque, la chambre de Clèves, la chambre rose, la chambre natale de Lafayette, la chambre Adrienne, la chambre verte mitoyenne ainsi que la chambre Floride et son appartement. Au deuxième étage, on trouve la grande coursière, la chambre Armand, la chambre Persane et au troisième étage, la chambre Gilbert avec une salle de bains et un sauna. La chambre carton à chapeaux et le salon de l'amitié franco-américaine sont situés au quatrième étage.
Le château, pour nombre de ses éléments, fait l’objet d’une inscription au titre des monuments historiques depuis le 12 août 1989.

## Parc
Le parc à la française du château de Chavaniac-Lafayette a été restauré par l'architecte paysagiste François-Annet Treyve (1906-1992). Le parc a reçu le label jardin remarquable.
Les espaces du potager, du grand étang et de la buanderie du domaine de Chavaniac, avec les éléments bâtis, le terrain d'assiette et les installations hydrauliques sont eur inscrits inscription par arrêté du 23 mai 2025.